# Invasions dels vàndals de les Illes Balears
Les invasions dels vàndals de les Illes Balears foren atacs produïts al segle v, i que acabaren amb la conquesta de la província romana de les Balears.
Els vàndals arribaren a les costes de l'arxipèlag balear en el 426, que encara formava part de la Tarraconense, i els vàndals, que establerts en el Regne Vàndal de Cartago al llarg de la primera meitat del segle v, els vàndals feren incursions moltes vegades a les Balears, fins que l'any 454 morí l'emperador Valentinià III i les Balears, com altres illes de la part occidental de la Mediterrània, passaren sota el poder dels vàndals del nord d'Àfrica, que lluitaren contra els cristians catòlics. Els vàndals es casaren o es mesclaren amb la població d'origen romà que habitava a les Balears, i el seu domini durà fins a la reconquesta romana d'Orient, l'any 534.